# Andrzej Munk
Andrzej Munk (Krakkó, 1921. október 16. – Varsó, 1961. szeptember 20.) lengyel filmrendező.
A tragikusan fiatalon elhunyt filmes a lengyel újhullám egyik kiemelkedő, ironikus szemléletű alkotója volt. Filmjei a lengyel filmtörténet klasszikus darabjai.
Részt vett a varsói felkelésben. Építészetet és jogot tanult. 1951-ben rendező-operatőrként diplomázott Łódźban. 1948-tól tagja volt a Lengyel Egyesült Munkáspártnak, ahonnan 1952-ben kizárták.
Munk nem a hősiesség ellen lép fel, nem annak adott helyzetben megkövetelt szükségességét vonja kétségbe. Politikai etikája, történelmi meggyőződése, művészi felfogása a bölcs, átgondolt, józan hősiességet ajánlja a lengyeleknek a hagyományos, irracionális heroizmus helyett.

## Pályakép
Munk Krakkóban született zsidó családban. A nővére Krystyna Magdalena Munk volt. Nem sokkal a második világháború előtt, 1939 júniusában érettségizett. Lengyelország német megszállása idején Varsóba költözött, ahol bujkálni kényszerült. Hamis nevet használva építőmunkásként dolgozott. 1944-ben Munk részt vett a varsói felkelésben. A kapituláció után sikerült elhagynia a várost, és visszatérnie Krakkóba, majd Kasprowy Wierchbe, ahol portásként dolgozott.
A háború után visszatért Varsóba. A Varsói Műszaki Egyetemen Építésztudományi Karán tanult. Rossz egészségi állapota miatt otthagyta az egyetemet, aztán jogot tanult a Varsói Egyetemen.
Łódźba költözött, ahol a Łódźi Film- és Színházi Főiskolán tanult. 1951-ben szerzett diplomát, és a Polska Kronika Filmowa (Lengyel Filmkrónika) operatőrjeként kezdett dolgozni. Több rövidfilmet, dokumentumfilmet készített el. 1948-ban csatlakozott a Lengyel Egyesült Munkáspárthoz, de 1952-ben kizárták „bűnös magatartása miatt”.
1961. szeptember 20-án autóbalesetben halt meg az auschwitz-birkenaui koncentrációs táborból a hazafelé vezető úton. A Pasażerka című filmjét forgatta, amelyet aztán Witold Lesiewicz fejezett be 1963-ban. A versenyben vetítették le az 1964-es Cannes-i Filmfesztiválon. Munk posztumusz FIPRESCI-díjat kapott, valamint a zsűri különdíját is, életművéért.

## Filmjei
- 1955: Kék kereszt (Błękitny krzyż)
- 1956: Ember a vágányon (Człowiek na torze)
- 1958: Eroica
- 1960: Kancsal szerencse) (Zezowate szczęście)
- 1963: Egy nő a hajón (Pasażerka)